# Ron Davis (basket-ball, 1959)
Pour les articles homonymes, voir Ron Davis et Davis.
Ne doit pas être confondu avec Ron Davis (basket-ball, 1954).
Ron Davis, né le 25 décembre 1959, à La Nouvelle-Orléans, en Louisiane, est un ancien joueur américain naturalisé français de basket-ball. Il évolue au poste d'ailier.

## Palmarès
- Meilleur marqueur du championnat de France 1988, 1989